# 남해 용문사 대웅전
남해 용문사 대웅전(南海 龍門寺 大雄殿)은 대한민국 경상남도 남해군 이동면 용문사에 있는 조선시대에 만들어진 대웅전이다.
1974년 2월 16일 경상남도의 유형문화재 제85호로 지정되었다가, 2014년 12월 29일 대한민국의 보물 제1849호로 승격되었다.

## 개요
남해 용문사 대웅전은 중창기록과 건축양식으로 볼 때, 조선 현종 7년(1666)에 일향화상에 의해 건립되고 영조 47년(1773)에 중수가 완료되어 현재에 이르고 있는 것으로 판단된다.
정면3칸, 측면3칸 규모의 다포계 팔작지붕 건물로 기단은 지형을 고려하여 전면은 2단으로 높게 형성하고 배면과 측면은 1단으로 구성하였다. 기둥은 4면의 우주를 평주보다 크게 사용하였고, 전면과 후면 그리고 측면의 순서로 기둥 크기를 달리하여 정면성을 강조하고 있으며, 네 모서리에는 팔각형 초석 위에 팔각형 활주를 세워 구조적 안정을 꽤하고 있다.
공포형식은 외 3출목 내 4출목이며, 주간포의 개수를 전·후면은 각각 2개, 측면에는 1개를 적절하게 놓아 공포 간격을 조절하여 완결성을 높이고 있다. 공포는 전체적으로 화려한 느낌을 강하게 주며, 살미에는 장식성이 강한 연꽃, 연봉을 조각하였다. 보머리에는 봉황과 용의 머리를 조각하여 18세기의 장식성을 잘 보여주고 있다.
지붕은 건물의 규모에 비해 상당히 웅장하게 구성하여 전면에서 볼 때 장중한 느낌을 준다. 내부의 고주는 측면 기둥열에서 약간 후퇴시켜 불단 공간을 넓게 사용하는 18세기 수법을 보이고 있으며, 가구는 1고주 5량 가로대량 은 내부고주에 걸쳐 배면 평주까지 통부재로 연결하고, 좌우의 평방도 통부재로 사용하여 앞 뒤로 벌어지는 응력에 대비하였다.
특히 대웅전 반자에는 바다를 상징하는 거북, 게, 물고기, 해초 등을 조각하여 바닷가 건축물의 특성을 잘 보여주는데, 이러한 모습은 해남 대흥사 천불전, 나주 불회사 대웅전의 빗반자에 나타난 물고기 장식 등에서 확인되고 있다.
남해 용문사 대웅전은 평면구성과 공포의 표현기법, 상부 가구와 닫집 등에서 수려한 장엄 수법을 잘 간직하고 있으며, 이러한 장엄의 극치는 18세기 이후 건립된 사찰 주 불전의 특징적 건축양식으로 서남해안 지역의 건축경향이 동쪽으로 확장되며 발전하는 양식적 변화를 잘 보여주고 있다.
화려한 건축양식과 가구수법 및 포작의 장식성이 뛰어난 건물로 현존하는 남해안 해안지역의 사찰 건축 중에서 흔치 않은 귀중한 불교문화유산으로 건축사적 가치가 크므로 국가지정문화재(보물)로서의 가치가 있다.

## 참고 자료
- 남해 용문사 대웅전 - 국가유산청 국가유산포털
- 이 문서에는 문화재청에서 공공누리 제1유형으로 배포된 자료를 바탕으로 한 내용이 포함되어 있습니다.